# Синебрюхий зелёный рогоклюв
Синебрюхий зелёный рогоклюв (лат. Calyptomena hosii) — вид птиц из семейства рогоклювых отряда воробьинообразных. Видовое название дано в честь английского зоолога и этнолога Чарлза Хоуза (1863—1929).

## Описание
Общая длина тела птицы вместе с хвостом 19—21 см, масса самцов 102—115 г, самок — около 92 г. Окраска оперения верхней части тела ярко-зелёная с радужным блеском, грудь и брюшко ярко-голубые. На верхних кроющих перьях крыльев небольшие круглые чёрные пятна, по одному на вершине каждого пера. Первостепенные маховые перья и вершина хвостовых перьев тёмно-бурые, почти чёрные. Перед глазом и за кроющими перьями уха по одному маленькому чёрному пятну. Два небольших вытянутых поперёк узких чёрных пятна имеются на затылке и зашейке. Над маленьким светлым клювом небольшой полукруглый хохолок из жёстких торчащих вверх перьев. Радужина тёмная, ноги сероватые. Хвост короткий. Молодые птицы окрашены более тускло и бледно, без блеска.

## Ареал и места обитания
Синебрюхий зелёный рогоклюв является эндемиком острова Калимантан (Юго-Восточная Азия). Обитает в горных тропических лесах северной и центральной части острова в основном на высоте от 600 до 1220 м, изредка встречается на высотах до 1680 м.

## Биология
Питаются почти исключительно мелкими фруктами и ягодами. Сезон размножения продолжается с апреля по октябрь. Изящное подвесное гнездо из сухих листьев, ротанга и бамбука, с внешним покрытием из зелёного мха и лишайника и свисающим "хвостом" из листьев ротанга, размещается на высоте около 1,5 м от земли. В кладке 2—4 яйца. Время, необходимое для насиживания и оперения птенцов, неизвестно.